# Abierto Mexicano Telefonica Movistar 2003
Abierto Mexicano Telefonica Movistar 2003 — тенісний турнір, що проходив на ґрунтових кортах у місті Акапулько, Мексика з 24 лютого . Належав до категорій ATP International Series Gold та WTA Tier III, був турніром серії Abierto Mexicano TELCEL 2003 року.

## Фінальна частина

### Чоловіки, одиночний розряд
Агустін Кальєрі —  Маріано Сабалета 7–5, 3–6, 6–3

### Жінки, одиночний розряд
Аманда Кетцер —  Маріана Діас-Оліва 7–5, 6–3

### Чоловіки, парний розряд
Марк Ноулз (тенісист) /  Деніел Нестор —  Давид Феррер /  Фернандо Вісенте 6–3, 6–3

### Жінки, парний розряд
Емілі Луа /  Оса Свенссон —  Петра Мандула /  Патріція Вартуш 6–3, 6–1